# Fast Five
Fast Five és una pel·lícula estatunidenca d'acció del 2011, dirigida per Justin Lin. És la cinquena de la saga The Fast and the Furious, i és protagonitzada per Vin Diesel i Paul Walker. Aquesta pel·lícula marca un gir diferent per a la resta de la saga: s'allunya de l'estètica underground i no té seqüències de curses al carrer, que eren les característiques principals de les anteriors, i passa a ser una pel·lícula d'acció de caràcter més comercial.

## Argument
Fast Five és la seqüela directa de Fast & Furious, pren com a primera escena la fugida d'en Dominic "Dom" Toretto (Vin Diesel) a l'anterior entrega. Cronològicament, els fets ocorren abans que en The Fast and the Furious: Tokyo Drift en la línia temporal. En aquesta pel·lícula en Dominic Toretto, en Brian O'Conner (Paul Walker) i la Mia Toretto (Jordana Brewster) fugen de Los Angeles cap a Rio de Janeiro, al Brasil, i la policia torna a perseguir-los. En Dom i en Brian pensen a retirar-se del món del crim fent-ne una de grossa, estafant el cap de la màfia de Rio de Janeiro, i per això reuneixen el seu vell equip: hi apareixen personatges de tota la saga Fast and Furious.
Al Brasil en Dom i en Brian tenen un nou problema amb un agent de la policia, en Luke Hobbs (Dwayne Johnson), que els empaita.
Després de reunir l'equip comencen a fer proves en un circuit tancat, en què se simula la comissaria de policia, on guarden els diners de n'Hernan Reyes, el cap de la màfia. Després d'haver-ho intentat diverses vegades, decideixen d'infiltrar-s'hi i, amb l'ajut d'en Luke, aconsegueixen dur-se la caixa forta. Al final de la persecució, després que en Luke matés n'Hernan Reyes, un home fidel al cap tracta d'assassinar en Dom, aleshores en Brian apareix i elimina el delinqüent. En Luke els diu que no deixarà de perseguir-los, però que tenen vint-i-quatre hores per fugir, i la caixa forta se la queda ell, però quan l'obre veu que és buida.
Mentrestant, al garatge de l'equip d'en Dom, els integrants de l'equip obren la caixa forta original que havien substituït durant la persecució, amb tots els diners dins, se'ls reparteixen i cadascú marxa per separat.
Al final de la pel·lícula apareixen en Brian i la Mia en una platja, mentre en Dom hi arriba. En Brian mira amb enyorança el seu Nissan GTR i reta en Dom a una última cursa.

## Repartiment
- Vin Diesel: Dominic "Dom" Toretto
- Paul Walker: Brian O'Conner
- Jordana Brewster: Mia Toretto
- Tyrese Gibson: Roman "Rome" Pearce
- Ludacris: Tej Parker
- Sung Kang: Han Lue
- Matt Schulze: Vince
- Gal Gadot: Gisele Yashar
- Don Omar: Rico Santos
- Tego Calderón: Tego Leo
- Dwayne Johnson: agent Luke Hobbs
- Elsa Pataky: agent Elena Neves
- Joaquim de Almeida: Hernán Reyes
- Michael Irby: Zizi
- Fernando Chien: agent "Team Hobbs" Wilkes
- Alimi Ballard: agent "Team Hobbs" Fusco
- Yorgo Constantine: agent "Team Hobbs" Chato
- Geoff Meed: agent "Team Hobbs" Macroy
- Michelle Rodriguez: Letty Ortiz
- Eva Mendes: agent Mónica Fuentes

## Automòbils
Els automòbils utilitzats en la pel·lícula són:
- (1963) Ford Galaxy
- (1966) Ford GT40
- (1965) Chevrolet Corvette Grand Sport
- (1967)International Scout
- (1970) Charger
- (1970) Ford Maverick
- (1972) Nissan Skyline
- (1972) Pantera Detomaso
- (1996) Toyota Supra
- (2007) Porsche GT3 RS
- (2006) GMC 2500 Yukon
- Nissan GT-R (el cotxe al final de la pel·lícula)
- (2010) Dodge Challenger (el cotxe al final de la pel·lícula)
- (2010) Subaru STi
- (2010) Lexus LFA
- (2010) Dodge Chargers SRT (Vault Chargers modificat)
- (2011) Dodge Charger Police Interceptor
- Gurkha LAPV
- Ducati Street Racer (Bike)
- Train Heist Truck
- Honda NSX
- Koenigsegg CCX

## Banda sonora
La banda sonora de la pel·lícula Fast Five consta dels següents temes:
| Núm. | Títol                                                                              | Performer(s)              | Durada |
| ---- | ---------------------------------------------------------------------------------- | ------------------------- | ------ |
| 1.   | «How We Roll (Fast Five Remix)» (featuring. J-doe, Reek da Villian & Busta Rhymes) | Don Omar                  | 4:09   |
| 2.   | «Desabafo/Deixa Eu Dizer»                                                          | Marcelo D2 and Claudia    | 2:56   |
| 3.   | «Assembling the Team»                                                              | Brian Tyler               | 3:35   |
| 4.   | «L. Gelada-3 Da Madrugada»                                                         | MV Bill                   | 7:20   |
| 5.   | «Carlito Marron»                                                                   | Carlinhos Brown           | 4:07   |
| 6.   | «Han Drifting»                                                                     | Hybrid                    | 1:56   |
| 7.   | «Million Dollar Race»                                                              | Edu K and Hybrid          | 2:24   |
| 8.   | «Mad Skills»                                                                       | Brian Tyler               | 3:51   |
| 9.   | «Batalha»                                                                          | ObandO                    | 4:16   |
| 10.  | «Danza Kuduro» (featuring. Lucenzo)                                                | Don Omar                  | 3:19   |
| 11.  | «Follow Me Follow Me (Quem Que Caguetou?) (Fast 5 Hybrid Remix)»                   | Tejo, Black Alien & Speed | 3:07   |
| 12.  | «Fast Five Suite»                                                                  | Brian Tyler               | 5:43   |
| 13.  | «Furiously Dangerous» (featuring. Slaughterhouse and Claret Jai)                   | Ludacris                  | 4:04   |
| 14.  | «Rebaixei (Aro 16)»                                                                | Mag                       | 4:45   |
| 15.  | «Eu Não Vou Parar»                                                                 | Pregador Luo              | 4:38   |

## Anècdotes[3]
- El rodatge va tenir lloc en diferents zones dels Estats Units (Califòrnia, Geòrgia i Arizona), a Puerto Rico i Rio de Janeiro (Brasil).
- És la primera pel·lícula de la saga que s'estrena en format IMAX
- L'any 2010 hi havia un fals rumor que l'actriu Charisma Carpenter (Els mercenaris i la sèrie de televisió Veronica Mars) interpretaria un paper important en el cinquè lliurament de Fast & Furious.
- En l'escena on apareixen reunits Tej, Rom i Han per repartir-se els diners, s'ha aprecia una ampolla sobre la taula de conyac de la marca Conjure. L'actor que interpreta Tej, Ludacris (RocknRolla) és co-propietari d'aquesta empresa dedicada a la distribució de conyac.
- L'escena en què el camió s'estavella contra un tren es va rodar pràcticament sense l'ús de maquetes o CGI (retoc digital). El xoc gairebé descarrila el tren realment, com podem veure en la pel·lícula.
- Durant el rodatge de la persecució final, més de 200 vehicles diferents van ser destrossats.
- És l'actor Dwayne Johnson, que va acabar la filmació de Faster, i va haver de guanyar 15 quilos de massa muscular per assegurar-se proporcionar un aspecte amenaçador en el personatge que interpreta Lucas Hobbs.